# Brit Marling
Brit Heyworth Marling, född 7 augusti 1982 i Chicago, Illinois, är en amerikansk skådespelare. Hon är mest känd för sin roller som Rhoda Williams i filmen Another Earth, som Sarah i The East och som Prairie Johnson i TV-serien The OA. År 2012 spelade hon mot Richard Gere i Bedragaren.